# Восток (Шарканський район)
Восто́к (рос. Восток) — починок у складі Шарканського району Удмуртії, Росія.

## Населення
Населення — 2 особи (2010; 4 у 2002).
Національний склад станом на 2002:
- удмурти — 75 %